# Antoine du Bourg
Antoine du Bourg (La Seille, 1489 circa – Laon, 1538) è stato un politico francese.
Consigliere nel Parlamento della Bretagna, presiedette ai «grandi giorni di Moulins» nel 1534, una missione che gli valse la carica di presidente del Parlamento di Parigi, poi di cancelliere di Francia, succedendo ad Antoine Duprat. Fu fatto cavaliere da Francesco I lo stesso giorno dell'assunzione dell'incarico e contribuì alla stesura dell'editto di tolleranza firmato a Coucy lo stesso anno.
Pubblicò l'editto di Joinville e quello di Is-sur-Tille. Nel 1538 accompagnò il re ad Aigues-Mortes, poi a Laon dove morì a seguito di una caduta dalla sua mula. Gli succedette Guillaume Poyet.
| Controllo di autorità | VIAF (EN) 207318737 |